# Gabriel López López
Gabriel Julio López López (Vitoria, 1960) es un químico y político español. Diputado autonómico en Madrid por Unión Progreso y Democracia (UPyD) desde 2011.

## Biografía
Nacido en Vitoria en 1960, es licenciado en Química por la Universidad Autónoma de Madrid, en la especialidad de Química agrícola.
Ha desarrollado su carrera profesional en la empresa privada en sectores relacionados con la alimentación, la medicina y la biotecnología, en País Vasco, Castilla y León y Madrid. 
Ha sido responsable de Desarrollo de Sistemas de Calidad en empresas de fabricación y distribución. También ha coordinado y participado en el Desarrollo de Proyectos Internacionales de Colaboración en I+D+I, con empresas privadas e institutos de investigación públicos y privados en Europa. Fue Jefe del Sistema de Vigilancia Sanitaria de empresas fabricantes de productos sanitarios e interlocutor con las autoridades regulatorias sanitarias autonómicas, nacionales e internacionales.
Afiliado a Unión Progreso y Democracia (UPyD) desde su fundación, comenzó su trayectoria política como Coordinador de UPyD en Colmenar Viejo. Más tarde, fue coordinador de la Gestora de UPyD en la Comunidad de Madrid. Desde 2008, es miembro del Consejo Político del partido. 
En las elecciones autonómicas de 2011 es elegido diputado en la Asamblea de Madrid, donde desempeña la labor de portavoz de su grupo en la Comisión de Mujer y en la Comisión de Medio Ambiente y Ordenación del Territorio.
- Datos: Q5873411